# Sindrome di Crisponi
La sindrome di Crisponi è una malattia genetica autosomica recessiva riscontrata per la prima volta negli anni '70 in Sardegna.

## Eziologia
La sindrome è dovuta a mutazioni del gene CRLF1.

## Epidemiologia
In Italia si sono verificati 25 casi in Sardegna e uno in Calabria. Altri tre casi si sono verificati in Germania in famiglie di origine turca.

## Presentazione clinica
La sindrome si manifesta alla nascita con difficoltà alimentari, cianosi e crisi respiratorie; è caratterizzata da febbre alta intermittente (41-42 °C) che si può manifestare anche dopo alcune settimane dalla nascita.
Altre manifestazioni sono: gravi difficoltà termoregolatorie, rigidità muscolare, cifo-scoliosi, apnee centrali notturne, camptodattilia, cheratite, sudorazione paradossa, grave incompetenza del cardias, coinvolgimento del sistema endocrino.

## Terapia
La terapia per le deformità degli arti e della colonna vertebrale è chirurgica, mentre per gestire gli sbalzi termici è efficace la clonidina, eventualmente associata all'amitriptilina. Durante l'infanzia può esserci necessità di trattamenti dovuti alle difficoltà di nutrizione, alle crisi di laringospasmo e all'ipertermia che possono condurre a morte il paziente.